# Soutěž o návrh

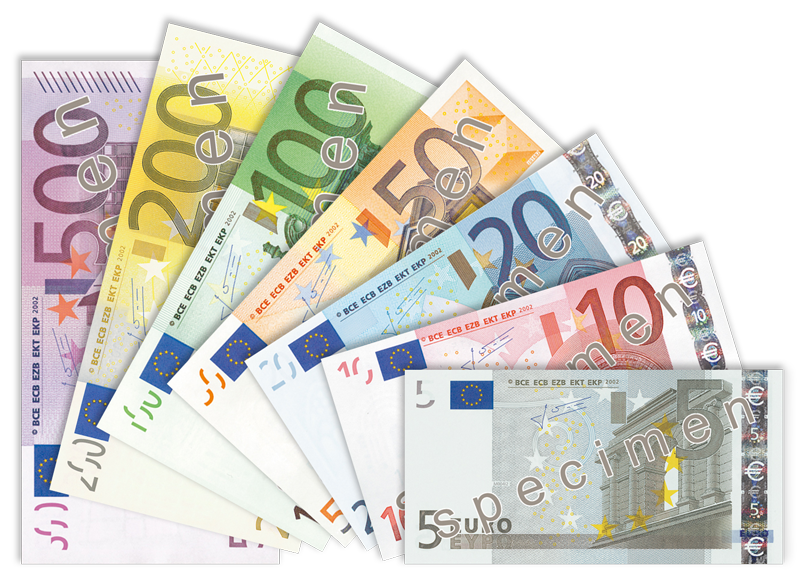
Výsledek soutěže o návrh evropských platidel (1996): vítězný návrh Rakušana Roberta Kaliny

Soutěž o návrh je umělý, formalizovaný typ soutěže, provokující lidskou tvořivost a mobilizující rozvinuté i skryté schopnosti. Je cílem je nalézt návrh nebo řešení budoucí realizace. Je jedním z nejstarších typů řízené soutěže doprovázející civilizaci od počátku.

## Charakteristika
Soutěž o návrh je druh soutěže, který má přinést vyřešení přímo základního problému, zápletky nebo otázky nastávajícího úkolu. Je to tehdy, kdy má být vytvořeno něco, co vytvořeno dosud nebylo, co je potřebné, chybí a jehož vznik vyžaduje mimo jiné invenci strategii, invenci a komplexní tvůrčí úsilí. Pro úspěch jsou ale stejně tak potřebné i kompetence, erudice a profesionalita, které jsou při hodnocení výsledku (návrhu) většinou dobře rozpoznatelné přímo z návrhu samotného. Ve světě nejčastěji používaný a zároveň nejvíce rozvinutý způsob soutěže o návrh je architektonická soutěž. Architektonická soutěž má také ze všech typů soutěží, a to jak kreativních, tak hospodářských nejdelší tradici v řádech staletí.

## Historie
Z historie je známo několik odkazů o existenci, první z nich jsou z antiky. Obvykle to byly návrhy uměleckých děl, soch, staveb, oslavných eposů, ale i strategických a obranných řešení. Bylo to vždy kde mělo být něco významného realizováno. Aby dopředu jasné, jaký bude charakter, podoba realizovaného díla, je nejprve potřebný jeho návrh – jeho řešení.
Ten ideální byl teprve hledán. Aby návrh byl co nejlepší, využilo se výhody, že po jeho plnění dychtí více nebo i mnoho řešitelů. Bylo ověřeno, že zápolení přináší nejlepší, někdy i netušené výsledky. Velký rozvoj soutěží o návrh nastal se vznikem a rozvojem liberální společnosti zejména po letech 1830 a 1848. Několik desetiletí po této době by mohlo být označeno zlatým věkem návrhových soutěží. Zejména v hlavních metropolích jich bylo uskutečněno mnoho set až tisíc. Lze pozorovat nápadné korelace mezi mírou korupce a (ne)ochotou veřejných autorit vypisovat soutěže o návrh. Ve společnostech, kde je míra korupce větší, je malé nebo minimální množství soutěží o návrh. Obvykle se mohou nejvyspělejší kulturou soutěží o návrh pochlubit skandinávské země, zejména pak Finsko, Nový Zéland a z poněkud jiných příčin také Francie.

## Základní parametry
Základní vlastnosti a parametry SoN vychází z funkčního faktu, že má-li být něco náročného, složitého nebo velkolepého vytvořeno, je nezbytné, aby bylo dříve navrženo. Komplikovanou věc je nezodpovědné ba téměř nemožné realizovat bez předchozího návrhu. Tento závěr vychází z principu, že návrh v moderních a vyspělých vztazích předchází realizaci a na správnosti a kvalitě návrhu podmiňuje úspěch realizace. Úspěch realizace je přímo kauzálně determinován autonomií návrhu i dostatečným rozestupem mezi návrhem a realizací. Jen návrh, kterému je věnována dostatečná péče a který je podroben následné kritické reflexi, může být východiskem úspěchu samotné (mnohem nákladnější) realizace. Ještě před tím návrhem, ale musí být splněna podmínka svědomité přípravy i naopak následně správnosti postupu mezi návrhem a realizací. Návrh také může upozornit na nerealistické meze záměru, zavčas odhalit nebezpečí a zamezit řádově větším škodám. Správný návrh vycházející z dobré předchozí přípravy je jediným možným východiskem ke kontrole finančních nákladů a stanovení potřebného poměru kvality a nákladů.
Podle podmínek a okolností může soutěž o návrh akcentovat některou ze složek, jejíž nejlepší poměr má být dosažen. Dominující by ale měla být je celková harmonie nebo umělecká stránka, ojedinělé nejsou ani čistě technické soutěžní vlastnosti užitné nebo ekonomické (úsporné) akcenty. V případě architektonických soutěží je obvyklým cílem harmonie nebo vyvážený poměr všech potřebných vlastností – užitných, uměleckých, technických a ekonomických. Soutěž o návrh je jediný typ soutěže, který se víceméně úspěšně vyrovnává s nelehkým úkolem posouzení poměrů náklady versus kvalita. Protože musí obsahovat i subjektivní složky v průběhu dlouhé tradice byly kultivovány způsoby jak tyto složky v co největší míře objektivizovat.
Soutěž o návrh je často hodnocena jako jeden z nejsilnějších nástrojů čelících klientelismu a korupci. Jako jediný typ soutěží komplexně přistupuje k vyšetření i částečné objektivizaci poměru nákladů a vlastností (kvality) i vyšetření hledané (přiměřené) kvality jako takové. Soutěž o návrh, zejména její podruhy s nejdelší tradicí vynikají nejpokročilejšími nástroji transparence. Pravidelně proto přivádí k jednomu úkolu bezprecedentně největší pole soutěžitelů.
Soutěž o návrh dobře spolehlivě čelí pokusům o zmanipulování. Mezi jednotlivými poddruhy těchto soutěží jsou však rozdíly v těchto vlastnostech. S přibývajícím množstvím soutěží o návrh lze pak vždy očekávat důmyslné pokusy jak poškodit korupčním a klientelním jednáním i tyto druhy soutěží. A je tedy potřebné připravovat další a nová opatření jak tomu čelit.

## Právní rámec
Již v minulosti aby soutěže o návrh splnili svůj účel, bylo potřeba je upravit pevnými pravidly. Ty se zprvu formovaly na základě zvykového práva. První úpravy pozitivním právem doznala nejdříve vlajková loď soutěží o návrh – architektonické soutěže (v polovině 19. století). Tehdy na základě soutěží o návrh řada klíčových budov moderní historie. Mezi časné právní úpravy patřily soutěžní řády (regule) architektonických soutěží.
V České republice je soutěž o návrh upravena v hlavě V. zákona o zadávání veřejných zakázek č. 134/2016 Sb. (§ 143–150). Tento zákon v obecnosti upravuje vypsání soutěže pro veřejnoprávní vypisovatele. V konkrétních rysech přihlédnou ke speciálním právním úpravám, kupříkladu (v případě architektonických soutěží) k zákonu o výkonu povolání architektů, inženýrů a techniků činných ve výstavbě č. 360/1992 Sb. a podzákonných normám, které z tohoto zákona vycházejí a patrně též k zákonu autorskému č. 121/2000 Sb.

## Typy a druhy soutěží
- architektonická soutěž
- konstrukční soutěž
- urbanisticko-architektonická soutěž
- konstrukčně-architektonická soutěž
- výtvarná soutěž (např. návrh pomníku)
- soutěž o IT systémy
- soutěž na návrh platidel nebo cenin
- soutěže na systémová řešení v dopravě

## Příklady
- Soutěž na řešení recyklace odpadů a tělních odpadů v orbitální stanici
- Soutěž na sochy chrámu v 0lympii
- Soutěž na novou hymnu Ruské federace 1. 1. 1944 a znovu 30. 12. 2000
- Soutěž na kopuli chrámu Santa Maria del Fiore (1418)
- Soutěž na název nového traktoru (Zetor) (1946)